# Мастеровая улица (Москва)

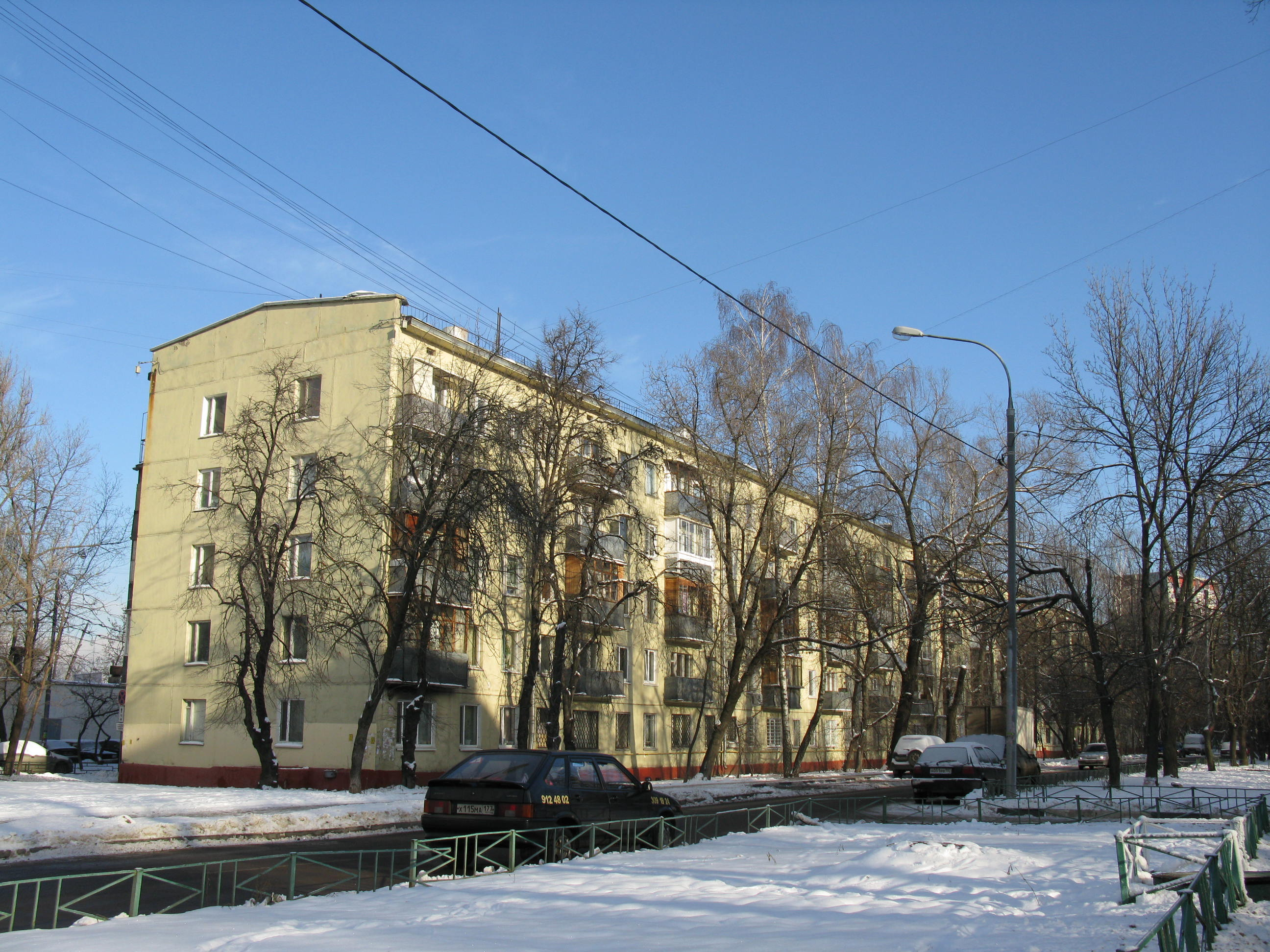
Вид на Мастеровую улицу

Мастерова́я у́лица (название утверждено в 1965 году) — улица в Восточном административном округе города Москвы на территории района Перово. Проходит от улицы Плющева до улицы Аносова. Нумерация домов начинается от улицы Плющева.

## История
Улица входила в состав города Перово и называлась Кооперативной улицей. В 1965 году (после присоединения Перово к территории Москвы) была переименована в Мастеровую улицу с целью устранения одноимённости.

## Здания и сооружения
По нечётной стороне:
По чётной стороне:

## Транспорт
- Станции метро:
  - «Шоссе Энтузиастов» — в 1 550 метрах от начала улицы.
  - «Перово» — в 1 600 метрах от начала улицы.
  - Станция МЦК «Шоссе Энтузиастов» — в 1 550 метрах от начала улицы.
- Железнодорожная платформа «Перово».
- Наземный общественный транспорт отсутствует.